# Csecsen Wikipédia
A csecsen Wikipédia (csecsen nyelven: ) a Wikipédia projekt csecsen nyelvű változata, egy internetes enciklopédia. A Csecsen Wikipédiának 3 adminja, 41 042 felhasználója van, melyből 57 fő az aktív szerkesztő. A lapok száma (beleértve a szócikkeket, vitalapokat, allapokat és egyéb lapokat is) 1 191 218, a szerkesztések száma pedig 10 458 243.

## Mérföldkövek
- 2005. február 28. - elindul az oldal
- Jelenlegi szócikkek száma: 254 267 (2020. május 1.)